# The Lettermen
The Lettermen war ein US-amerikanisches Gesangstrio.

## Geschichte
Jim Pike und Bob Engemann spielten unabhängig voneinander in kleinen Clubs in Utah. Sie lernten sich kennen, verstanden sich auf Anhieb und traten fortan als Duo auf. 1960 lernten sie bei einem Auftritt in Los Angeles Tony Butala kennen, der schon etliche Jahre als Nachtclub-Sänger Erfahrungen gesammelt hatte, und beschlossen, künftig als Trio durch die Lande zu ziehen.
Sie bekamen einen Plattenvertrag und hatten nach ein paar Flops im September 1961 ihren ersten großen Hit The Way You Look Tonight. Bis Ende der 60er waren die Lettermen sehr erfolgreich, wobei Bob Engemann 1968 ging und durch Jims Bruder Gary Pike ersetzt wurde.
Im Jahr 2001 wurde die Gruppe in die Vocal Group Hall of Fame aufgenommen.

## Mitglieder
- Bob Engemann (* 19. Februar 1936 in Highland Park, Michigan)

1968 ersetzt durch Gary Pike
- Tony Butala (* 20. November 1940 in Sharon, Pennsylvania)
- Jim Pike (* 6. November 1938 in St. Louis, Missouri; † 9. Juni 2019 in Prescott, Arizona)

## Diskografie

### Alben
| Jahr | Titel                            | Höchstplatzierung, Gesamtwochen, AuszeichnungChartsChartplatzierungen (Jahr, Titel, Platzierungen, Wochen, Auszeichnungen, Anmerkungen) | Anmerkungen |
| Jahr | Titel                            | US | Anmerkungen |
| ---- | -------------------------------- | --- | ----------- |
| 1962 | A Song for Young Love            | US6 (55 Wo.)US |             |
| 1962 | Once Upon a Time                 | US30 (24 Wo.)US |             |
| 1962 | Jim, Tony and Bob                | US60 (19 Wo.)US |             |
| 1963 | College Standards                | US65 (10 Wo.)US |             |
| 1963 | In Concert                       | US76 (10 Wo.)US |             |
| 1964 | A Lettermen Kind of Love         | US31 (32 Wo.)US |             |
| 1964 | Look at Love                     | US94 (10 Wo.)US |             |
| 1964 | She Cried                        | US41 (20 Wo.)US |             |
| 1965 | You’ll Never Walk Alone          | US73 (13 Wo.)US |             |
| 1965 | Portrait of My Love              | US27 (23 Wo.)US |             |
| 1965 | The Hit Sounds of The Lettermen  | US13 (24 Wo.)US |             |
| 1966 | More Hit Sounds of The Lettermen | US57 (17 Wo.)US |             |
| 1966 | A New Song for Young Love        | US52 (15 Wo.)US |             |
| 1967 | Warm                             | US58 Gold · (17 Wo.)US |             |
| 1967 | Spring!                          | US31 (26 Wo.)US |             |
| 1967 | The Lettermen!! ...And Live!     | US10 (48 Wo.)US |             |
| 1968 | Goin’ Out of My Head             | US13 Gold · (44 Wo.)US |             |
| 1968 | Special Request                  | US82 (14 Wo.)US |             |
| 1968 | Put Your Head on My Shoulder     | US43 (21 Wo.)US |             |
| 1969 | Hurt So Bad                      | US17 Gold · (30 Wo.)US |             |
| 1969 | I Have Dreamed                   | US74 (18 Wo.)US |             |
| 1970 | Traces/Memories                  | US42 (23 Wo.)US |             |
| 1970 | Reflections                      | US134 (11 Wo.)US |             |
| 1971 | Everything’s Good About You      | US119 (10 Wo.)US |             |
| 1971 | Feelings                         | US192 (6 Wo.)US |             |
| 1971 | Love Book                        | US88 (13 Wo.)US |             |
| 1971 | Lettermen 1                      | US136 (6 Wo.)US |             |
| 1973 | Alive Again ...Naturally         | US193 (7 Wo.)US |             |

Weitere Alben
| - 1966: For Christmas This Year - 1972: Live in Japan - 1972: Spin Away - 1972: A Time for Us - 1974: Now and Forever - 1975: There Is No Greater Love - 1975: Make a Time for Lovin - 1975: The Time Is Right - 1975: Lettermen Live in Japan, 1975 - 1976: Kind of Country - 1977: To a Friend - 1979: Love Is... - 1979: Lettermen Live with New Japan Philharmonic - 1985: Evergreen - 1986: Why I Love Her (re-released 1993 and 2006) - 1987: It Feels Like Christmas - 1991: Close to You - 1991: Live in Concert | - 1991: The Lettermen... Then & Now - 1992: Sing We Noel - 1993: Love Is All - 1995: Christmas with The Lettermen - 1995: Deck the Halls - 2000: Greatest Movie Hits - 2001: Today - 2006: Live in the Philippines - 2006: Why I Love Her - 2008: The Lettermen: Best of Broadway - 2008: The Lettermen: Favorites - 2010: The Lettermen: New Directions 2010 - 2014: The Lettermen: It Feels Like Christmas – Special Edition - 2014: The Lettermen: It Feels Like Christmas – Deluxe Edition - 2014: The Lettermen: Christmas Classic Collection - 2015: The Lettermen: The Classic Christmas Album - 2016: The Lettermen: Golden Classic Christmas |

### Kompilationen
| Jahr | Titel                     | Höchstplatzierung, Gesamtwochen, AuszeichnungChartsChartplatzierungen (Jahr, Titel, Platzierungen, Wochen, Auszeichnungen, Anmerkungen) | Anmerkungen |
| Jahr | Titel                     | US | Anmerkungen |
| ---- | ------------------------- | --- | ----------- |
| 1966 | The Best of The Lettermen | US17 Gold · (27 Wo.)US |             |
| 1969 | Close Up                  | US90 (8 Wo.)US |             |
| 1974 | All-Time Greatest Hits    | US186 (4 Wo.)US |             |

Weitere Kompilationen
| - 1969: The Best of The Lettermen, Volume 2 - 1970: The Lettermen - 1971: Let It Be Me/And I Love Her - 1973: Best Now (CD: Capitol/Japan) - 1974: Sings Old Rock’n Roll - 1975: The Lovin’ Touch of The Lettermen - 1977: With Love from The Lettermen - 1988: Twin Best Now - 1989: When I Fall in Love - 1990: Best Now (CD: Capitol/Japan) - 1990: Greatest Hits – 10 Best Series - 1992: Collectors Series - 1993: Best Hits | - 1993: 36 All-Time Greatest Hits - 1994: Their Greatest Hits & Finest Performances - 1997: Super Now - 1998: Memories: The Very Best of The Lettermen - 2002: A Song for Young Love/Once Once Upon a Time - 2003: Soft Rock Collection - 2003: Greatest Hits: The Priceless Collection - 2003: The Lettermen Collection: Beautiful Harmony - 2004: Absolutely the Best - 2006: Complete Hits - 2007: Complete Hits Volume Two - 2010: Lettermen Best - 2014: The First Four Albums And More |

### Singles
| Jahr | Titel Album                                         | Höchstplatzierung, Gesamtwochen, AuszeichnungChartplatzierungen (Jahr, Titel, Album, Platzierungen, Wochen, Auszeichnungen, Anmerkungen) | Höchstplatzierung, Gesamtwochen, AuszeichnungChartplatzierungen (Jahr, Titel, Album, Platzierungen, Wochen, Auszeichnungen, Anmerkungen) | Anmerkungen |
| Jahr | Titel Album                                         | UK | US | Anmerkungen |
| ---- | --------------------------------------------------- | --- | --- | ----------- |
| 1961 | The Way You Look Tonight –                          | UK36 (3 Wo.)UK | US13 (13 Wo.)US |             |
| 1961 | When I Fall In Love –                               | — | US7 (14 Wo.)US |             |
| 1962 | Come Back Silly Girl –                              | — | US17 (11 Wo.)US |             |
| 1962 | How Is Julie? –                                     | — | US42 (8 Wo.)US |             |
| 1962 | Silly Boy (She Doesn’t Love You) –                  | — | US81 (4 Wo.)US |             |
| 1963 | Where or When –                                     | — | US98 (2 Wo.)US |             |
| 1965 | Theme from “A Summer Place” –                       | — | US16 (9 Wo.)US |             |
| 1965 | Secretly –                                          | — | US64 (6 Wo.)US |             |
| 1966 | I Only Have Eyes for You –                          | — | US72 (6 Wo.)US |             |
| 1966 | Our Winter Love –                                   | — | US72 (4 Wo.)US |             |
| 1967 | Goin’ Out Of My Head / Can’t Take My Eyes Off You – | — | US7 (15 Wo.)US |             |
| 1968 | Sherry Don’t Go –                                   | — | US52 (8 Wo.)US |             |
| 1968 | Put Your Head on My Shoulder –                      | — | US44 (8 Wo.)US |             |
| 1969 | Hurt So Bad –                                       | — | US12 (21 Wo.)US |             |
| 1969 | Shangri-La –                                        | — | US64 (5 Wo.)US |             |
| 1969 | Traces/Memories Medley –                            | — | US47 (8 Wo.)US |             |
| 1970 | Hang On Sloopy –                                    | — | US93 (2 Wo.)US |             |
| 1970 | She Cried –                                         | — | US73 (7 Wo.)US |             |
| 1971 | Everything Is Good About You –                      | — | US74 (7 Wo.)US |             |
| 1971 | Love –                                              | — | US42 (10 Wo.)US |             |

Weitere Singles
| - 1962: Son of Old Rivers - 1962: A Song For Young Love - 1962: Turn Around, Look at Me - 1962: Again - 1963: Heartache Oh Heartache - 1963: Allentown Jail - 1964: Put Away Your Tear Drops - 1964: You Don’t Know Just How Lucky You Are - 1965: Girl with a Little Tin Heart - 1965: Sweet September - 1966: You’ll Be Needin’ Me - 1966: Chanson D’Amour - 1967: Volare - 1967: Somewhere My Love - 1968: All the Grey Haired Men - 1968: Holly - 1968: Medley: Love Is Blue/Greensleeves - 1968: Sally le Roy - 1969: I Have Dreamed - 1969: Blue on Blue - 1970: Hey Girl | - 1971: Morning Girl - 1971: The Greatest Discovery - 1971: Feelings - 1971: Oh My Love - 1972: Spin Away - 1973: Sandman - 1973: Summer Song - 1974: The You Part of Me - 1974: Touch Me in the Morning/The Way We Were - 1975: Eastward - 1975: You Are My Sunshine Girl - 1976: If You Feel the Way I Do - 1976: The Way You Look Tonight - 1977: What I Did for Love - 1979: World Fantasy - 1980: In the Morning I'm Coming Home - 1985: It Feels Like Christmas - 1986: Proud Lady of America - 1987: One More Summer Night - 1988: All I Ask of You |